# Tritoniopsis triticea
Tritoniopsis triticea är en irisväxtart som först beskrevs av Nicolaas Laurens Nicolaus Laurent Burman, och fick sitt nu gällande namn av Peter Goldblatt. Tritoniopsis triticea ingår i släktet Tritoniopsis och familjen irisväxter. Inga underarter finns listade i Catalogue of Life.

## Bildgalleri

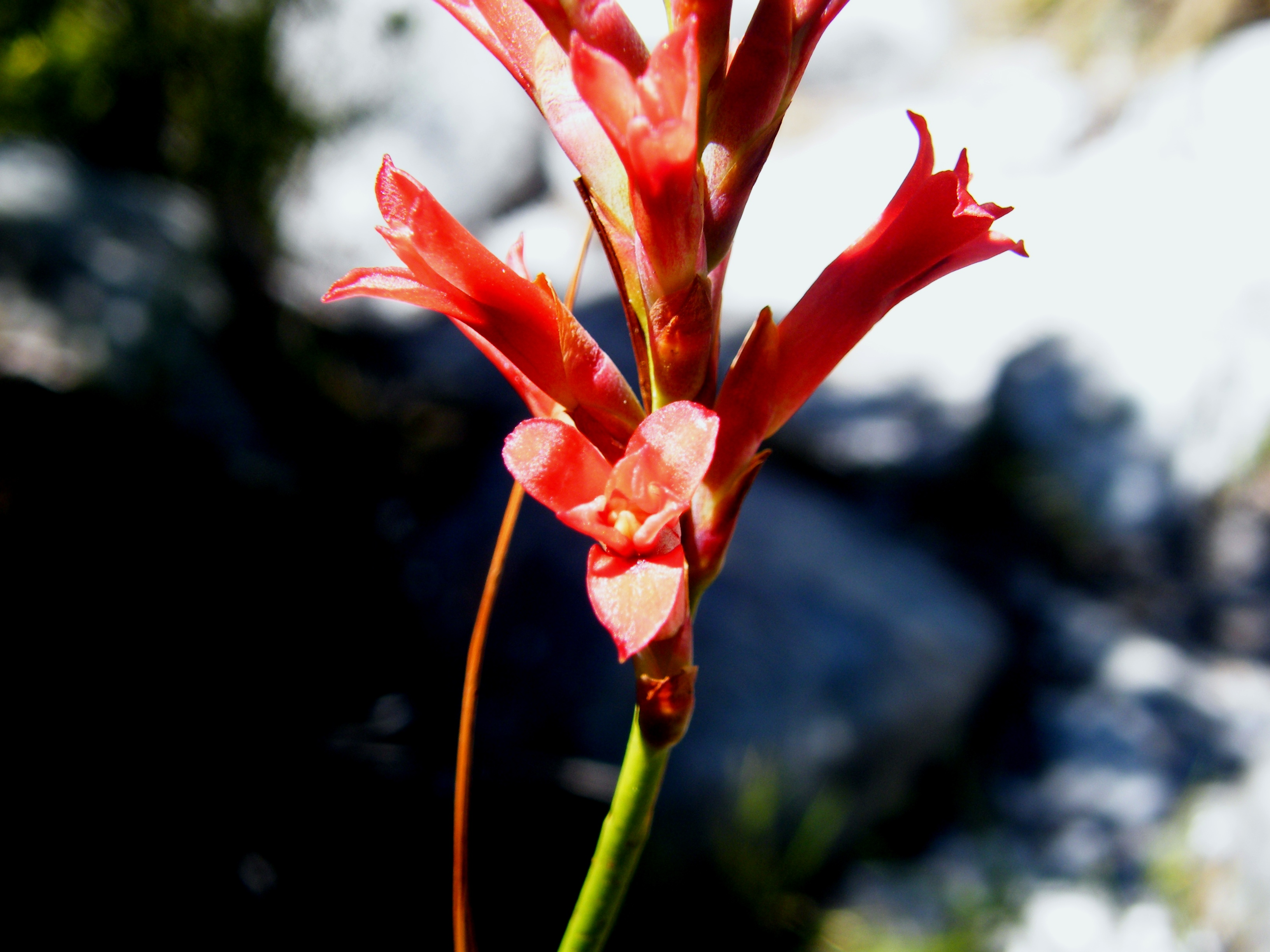
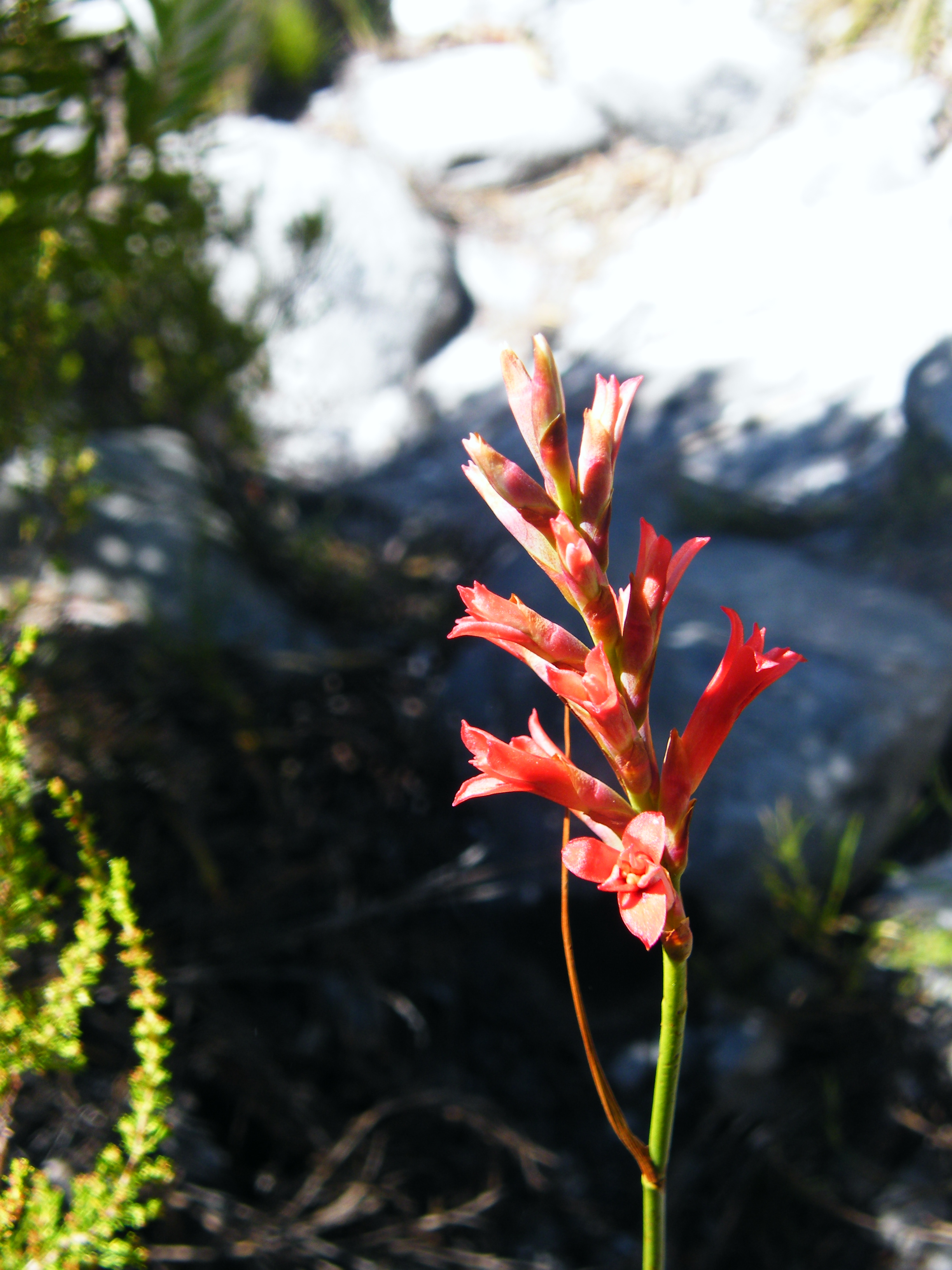